# Хайнрих Карл фон Золмс-Вилденфелс
Хайнрих Карл фон Золмс-Вилденфелс (на немски: Heinrich Karl zu Solms-Wildenfels; * 28 февруари 1706 в Кьонигсберг, в Прусия; † 7 октомври 1746 в Нимвеген, Нидерландия) е граф на Золмс-Вилденфелс и господар на дворец Вилденфелс в Саксония.
Той е син на пруския генерал-майор граф Ото Хайнрих Вилхелм фон Золмс-Вилденфелс (1675 – 1741) и първата му съпруга графиня Хелена Доротея Трушсес фон Валдбург (1680 – 1712), дъщеря на генерал-майор Гранд Трушсес граф Волфганг Кристоф фон Валдбург (1643 – 1688) и Луиза Катарина фон Раутер (1650 – 1703). Внук е на граф Йохан Фридрих фон Золмс-Лаубах (1625 – 1696) и графиня Бенигна фон Промниц (1648 – 1702). Баща му се жени втори път на 16 април 1713 г. в Шлобиттен за бургграфиня и графиня София Албертина фон Дона (1674 – 1746). Родителите му бягат от чумата от Вилденфелс в Лаубах. Баща му Хайнрих Карл купува на 15 октомври 1709 г. господството Вилденфелс, през 1722 г. чифлика Заксенфелд при Шварценберг в Ерцгебирге и 1724 г. чифлика Щайнбрюкен при Гера.
По-малките му братя са Фридрих Лудвиг (1708 – 1789), граф на Золмс и Текленбург цу Заксенфелд, руски офицер, и на пехотинския генерал Фридрих Христоф (1712 – 1792).
Хайнрих Карл умира на 7 октомври 1746 г. в Нимвеген, Гелдерланд, Нидерландия, на 40 години и е погребан в Оой. Графовете на Золмс-Вилденфелс са до 1945 г. собственици на дворец Вилденфелс.

## Фамилия
Хайнрих Карл се жени на 11 ноември 1738 г. в Нимвеген, Нидерландия, за графиня Албертина Шарлота фон Биландт-Палстеркамп (* 18 ноември 1721; † 8 януари 1799 във Вилденфелс), дъщеря на граф Албрехт Ото Роелеман Фридрих ван Биландт, господар на Оой (1688 – 1768) и Анна Констанция ван Севенаер (1703 – 1747). Те имат 5 деца:
- София Хенриета Албертина (* 18 октомври 1739; † 7 март 1822), омъжена на 29 август 1763 г. във Вилденфелс за граф Вилхелм Карл Лудвиг фон Золмс-Рьоделхайм-Асенхайм (1699 – 1778)
- Елизабет Констанция София Фридерика (* 26 април 1741; † 28 май/9 юни 1819), омъжена на 1 декември 1767 г. във Вилденфелс за граф Ернст Бурхард фон Менгден, губернатор на Естония († 1797 в Рига)
- Фридрих Магнус I (* 31 август 1743; † 12 февруари 1801), граф на Золмс-Вилденфелс, женен на 21 септември 1773 г. в Дюркхайм за графиня Каролина София Вилхелмина фон Лайнинген (1757 – 1832)
- Изабела Отилия (* 12 април 1745; † 31 май 1747 от едра шарка)
- София Луиза (* 25 юли 1746; † 9 февруари 1747)